# Muralto
Muralto, im lombardischen Ortsdialekt Müralt [myrˈɑlt], ist eine politische Gemeinde im schweizerischen Kanton Tessin. Sie gehört zum Bezirk Locarno und zum Kreis Locarno.

## Geographie
Die Gemeinde ist mit dem benachbarten Locarno zusammengewachsen und liegt am Lago Maggiore am Ostrand des Maggia-Deltas. Die Nachbargemeinden sind Locarno, Minusio und Orselina.

Luftbild aus 500 m von Walter Mittelholzer (1919)

## Geschichte
Urkundlich erstmals erwähnt wird Muralto als de Muralto im Jahre 1235. Der Name geht auf lateinisch mūrus «Mauer» und altus «hoch» zurück und erinnert womöglich an Überreste aus römischer Zeit.
Die Gegend war tatsächlich schon in der frühen Römerzeit bewohnt. Archäologisch erfasst sind ein Wohnviertel, ein Gewerbeviertel, eine Nekropole (mit bislang 300 bekannten Gräbern) sowie ein Truppenlager. Die Grösse des Vicus lässt auf intensive Handelsbeziehungen zwischen den Alpentälern und der Poebene schliessen.
Der Vorgängerbau der heutigen Stiftskirche San Vittore, einem Bau von 1190/1300, war eine frühchristliche Basilika aus dem 5. oder 6. Jahrhundert. San Vittore war bis 1816 auch die Pfarrkirche von Locarno. Die Burg, von der nur noch Ruinenreste stehen, war Stammsitz des Adelsgeschlechts von Muralt.
In der ersten Hälfte des 19. Jahrhunderts verlor Orselina-Muralto seine Bedeutung als regionales Zentrum an Locarno, das 1825/26 einen neuen Hafen baute. 1874 wurde Muralto an die Eisenbahn angeschlossen. Im Rahmen des touristischen Aufschwungs wurden 1874/76 das Grand Hôtel Locarno und 1886 das Hotel Reber erbaut, die beide 2006 geschlossen wurden. 1881 trennte sich die Fraktion Muralto von Orselina und bildet seither eine eigene politische Gemeinde. 1893 führte diese als erste der Region die elektrische Beleuchtung ein.
Muralto sprach sich in einer konsultativen Volksabstimmung am 25. September 2011 mit 920 zu 336 Stimmen gegen eine Fusion mit den Gemeinden Locarno, Minusio, Orselina, Brione sopra Minusio, Mergoscia und Tenero-Contra aus. Weil sich nur in Locarno und Mergoscia eine zustimmende Mehrheit fand, beschloss das Tessiner Kantonsparlament, das Projekt nicht weiterzuverfolgen.

## Bevölkerung
Einwohnerzahlen: Volkszählungsdaten

## Politik
Muralto hat als Legislative ein Gemeindeparlament (Consiglio comunale) mit 30 Sitzen; die Exekutive ist der Gemeinderat (Municipio) mit 5 Sitzen. 
Sitzverteilung in den Gemeindewahlen vom 14. April 2024 im Gemeindeparlament: 16 Sitze für Ordine Progresso e Indipendenti, 7 für die FDP. Die Liberalen und Unabhängige (Partito Liberale Radicale e Indipendenti) und 7 für das Demokratische Muralto (Muralto Democratica).
Im Gemeinderat nehmen Einsitz: 3 Vertreter von Ordine Progresso e Indipendenti und je 1 der FDP. Die Liberalen und des Muralto Democratica. Dem Gemeinderat steht als Gemeindepräsident (Sindaco) Stefano Gilardi (Ordine Progresso e Indipendenti) vor.
In Muralto besteht neben der politischen Gemeinde nach wie vor eine eigenständige Bürgergemeinde.

## Wirtschaft

### Dienstleistungssektor
Muralto ist heute ein bedeutender Tourismusort; das Mehrzweck-Kongresszentrum ist von regionaler Bedeutung. 2005 entfielen rund 95 % der Arbeitsplätze in der Gemeinde auf den Dienstleistungssektor.

### Verkehr
In Muralto steht der Bahnhof Locarno, wo zwei Eisenbahnstrecken enden. Es sind die von der Gotthardbahn eröffnete, normalspurige SBB-Strecke von Bellinzona her, die das Gemeindegebiet von Locarno nicht tangiert, und die schmalspurige Centovallibahn (Ferrovie autolinee regionali ticinesi FART/SSIF) von Domodossola her. Beide Strecken enden in Kopfbahnhöfen, die SBB-Strecke im oberirdischen «Hauptbahnhof», die FART-Strecke seit 1990 in einem eigenen Tiefbahnhof innerhalb des SBB-Areals nördlich der SBB-Anlagen. Den Tiefbahnhof erreicht die FART über ihre Tunnelstrecke, die vor Locarno Sant’Antonio beginnt und Locarno unterfährt.

## Sehenswürdigkeiten
- Stiftskirche San Vittore, eine der bedeutendsten romanischen Kirchen des Tessins[17]
- Kirche Santa Maria Annunciata[17]
- Reste der Burg[17]
- Villa Liverpool[17][18]
- ehemaliges Grand Hotel Locarno[17][19]
- Villa Carmen, erbaut für Lou Tseng Tsiang, Architekt: Eugenio Cavadini (1900/1905)[17]
- Villa Bellavista (1900)[17]
- Villa Rose Marie, 1916 im Heimatstil von F. Aeschbach errichtet, Architekt: Ferdinando Ficher[17]
- Villa Moretti (1920), mit Belvedere, Architekt: Enea Tallone[17]
- Villa Rovana (1911), Architekt: Olinto Tognola[17]
- Villa Farinelli (1896), Architekt: Paolo Zanini[17]
- Villa Cattori, Besitzer Leone Cattori, in eklektischem Stil von Leone Cattori errichtet, Architekt: Alessandro Ghezzi[17]
- Wohnhaus Emilia beim Ponte Vecchio, Fassade mit Freskomalerei (18. Jahrhundert)[17]
- Wohnhaus, Fassade mit Freskomalerei Crocifisso mit Sante Caterina und Maria Maddalena[17]

## Persönlichkeiten
Aus Muralto stammt der nachmalige Bundesrat Flavio Cotti. Zahlreiche bekannte Personen liessen sich in der Gemeinde nieder, darunter der Künstler Paul Klee und der Psychoanalytiker Erich Fromm.

## Abbildungen

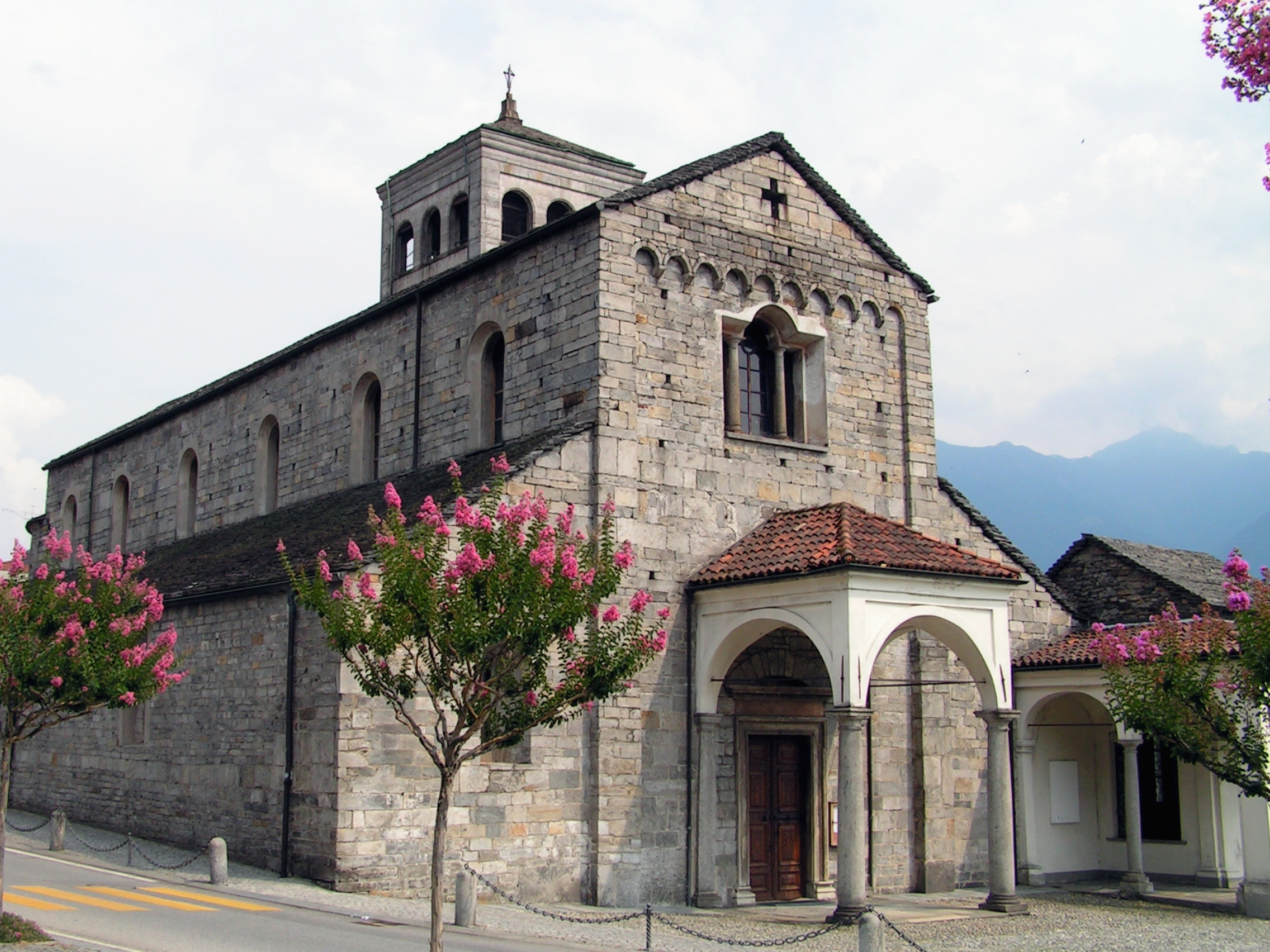
Stiftskirche San Vittore
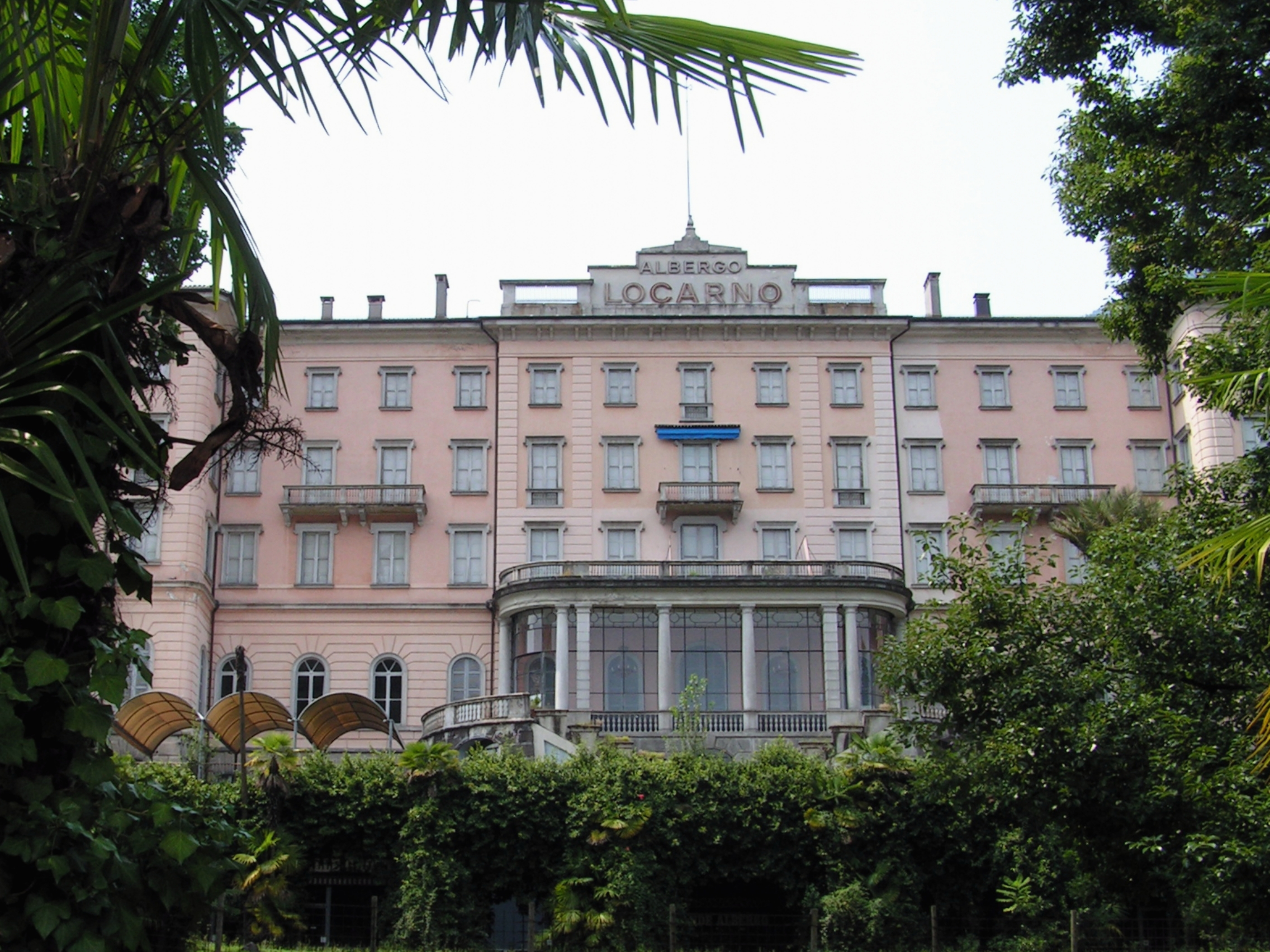
Grand Hotel Locarno
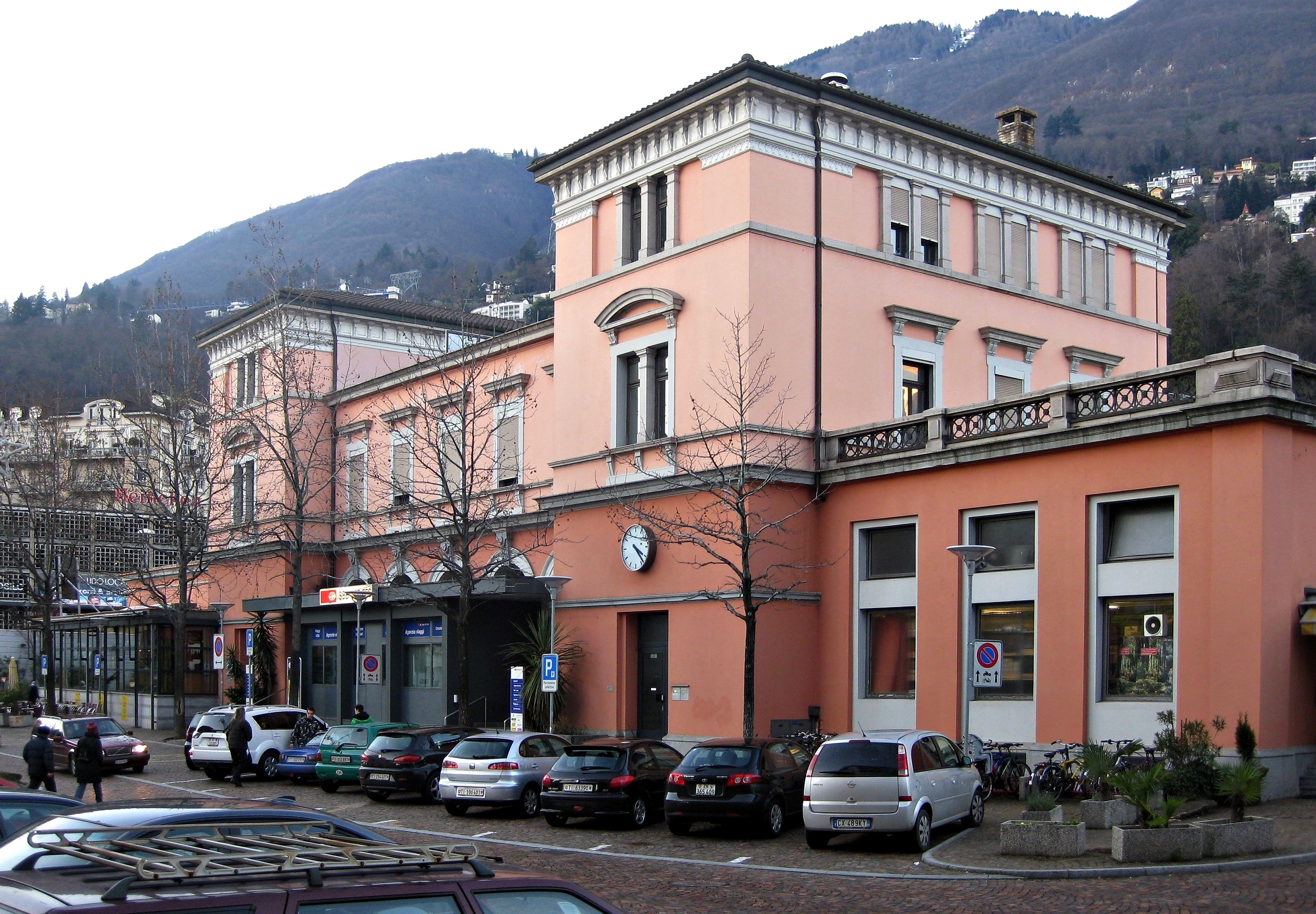
Bahnhof Locarno (FFS)
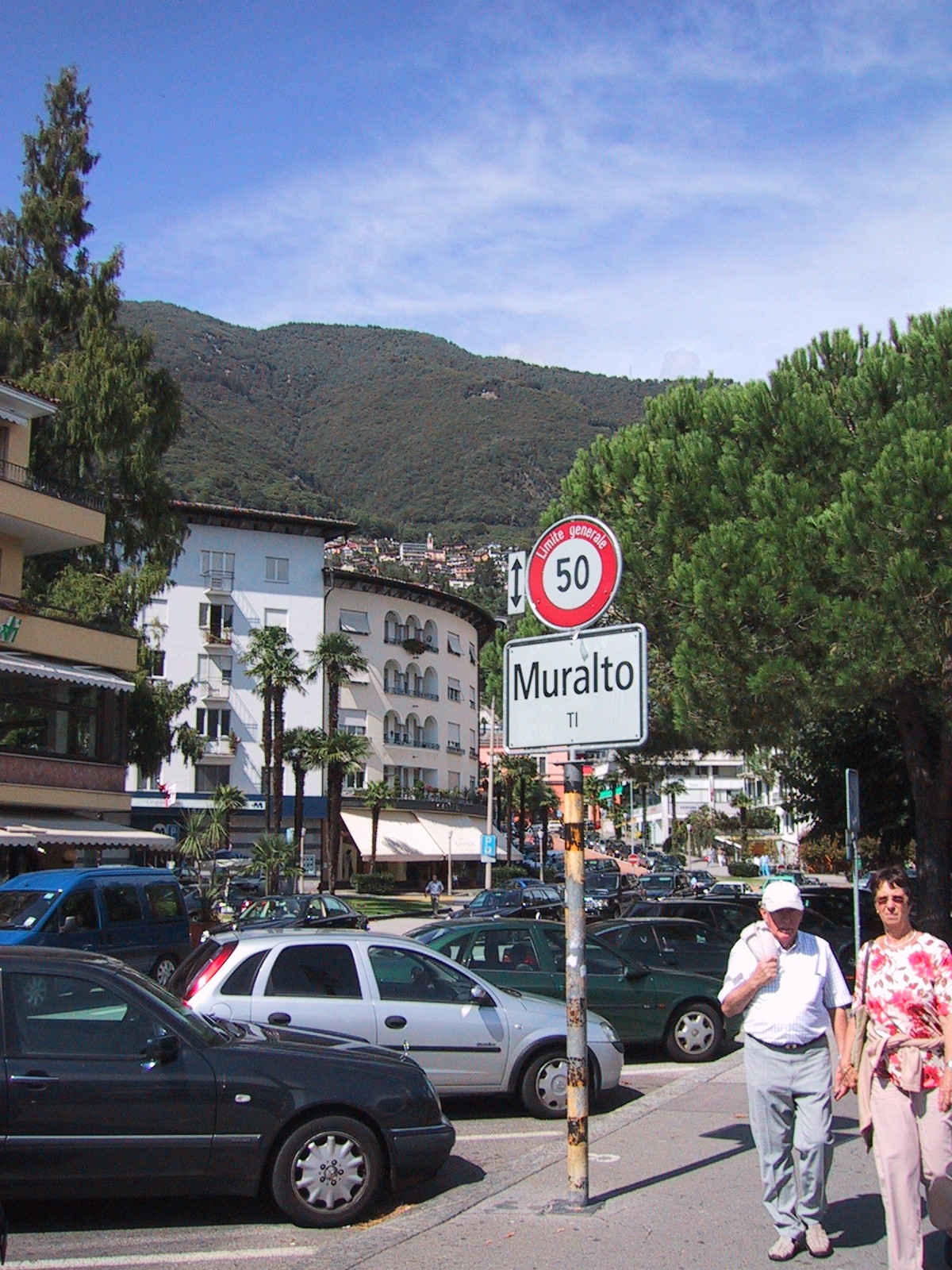
Muralto an der Grenze zu Locarno
Giuseppe-Cattori-Denkmal. Historisches Bild von Leo Wehrli (1940)
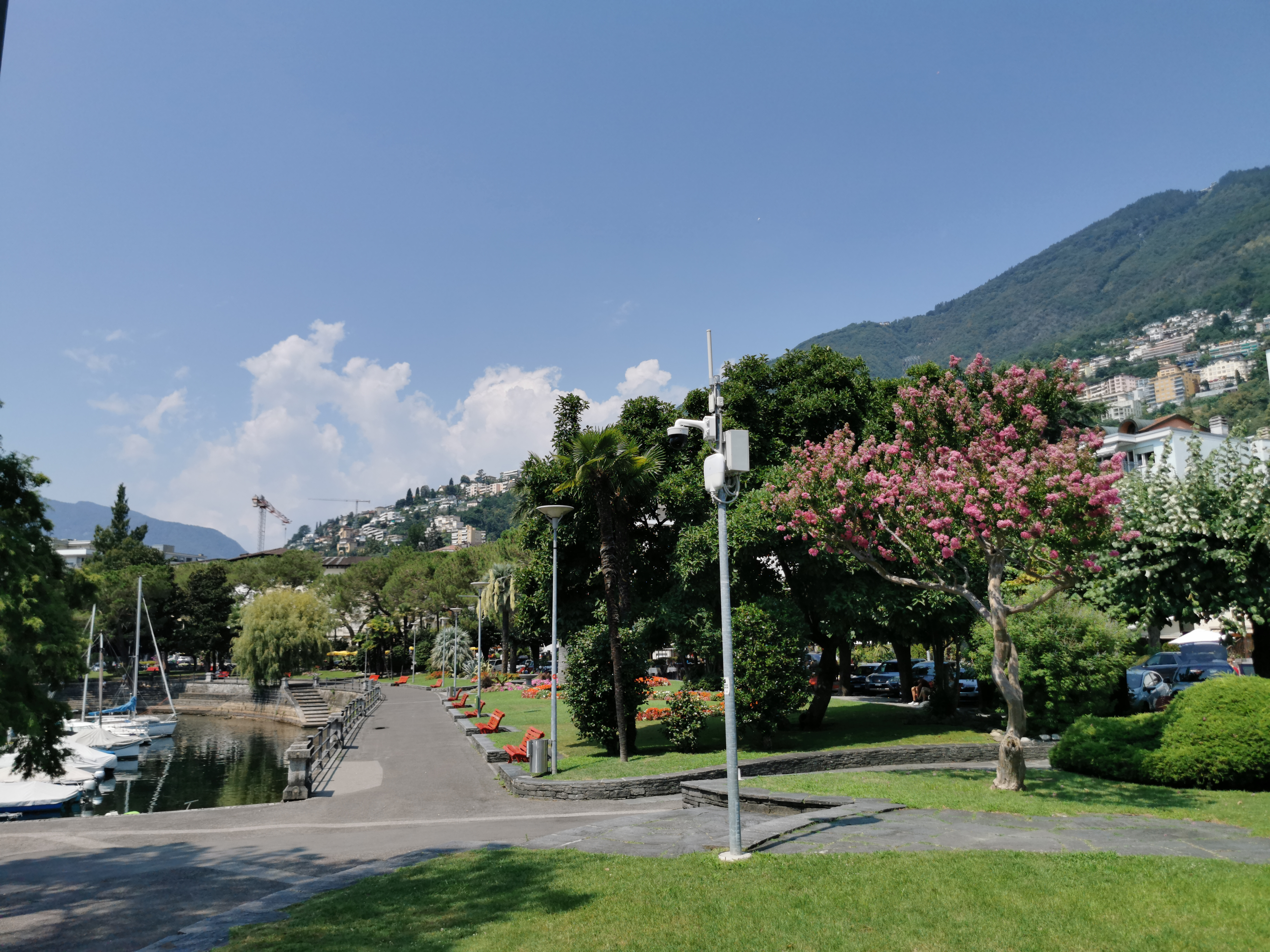
Uferpromenade